# Félicien David
Pour les articles homonymes, voir David.
Félicien David, né à Cadenet le 13 avril 1810, et mort à Saint-Germain-en-Laye le 29 août 1876,, est un compositeur français.

## Biographie
Cinquième et dernier enfant de Charles-Nicolas David (1759-1816), violoniste amateur revenu sans fortune de la colonie de Saint-Domingue en 1790 et de Marie-Anne Françoise Arquier (1779-1814), originaire d’Aix-en-Provence, qui meurt de fièvre alors que Félicien a quatre ans.

### Formation
La même année, il commence l'étude de la musique sous la direction paternelle, mais un an plus tard, la mort de son père le laisse orphelin et dans un état de dénuement presque complet. Félicien possède une jolie voix, et cet avantage lui procure quelques ressources, car il peut être employé comme enfant de chœur à la maîtrise de la cathédrale Saint-Sauveur d'Aix-en-Provence, cessant ainsi d'être à la charge de sa sœur aînée qui l'avait recueilli après la mort de leurs parents.
Il commence dès treize ans ses premiers travaux de compositions, un quatuor à cordes, un concerto pour violon en la mineur l'année suivante. À quinze ans, David quitte cette maîtrise où il a puisé de bonnes connaissances musicales, et où il a appris à lire la musique à première vue, parmi bien d'autres techniques, notamment le violon et la contrebasse. Il obtient une bourse pour faire ses études littéraires au collège des Jésuites, grâce à la protection de ses anciens supérieurs. Mais au bout de trois ans, entraîné par son penchant vers la musique, il interrompt le cours de son éducation classique.
Après avoir été quelque temps clerc d'avoué, il trouve une position plus conforme à ses goûts au théâtre d’Aix, où il est nommé second chef d’orchestre. De l'art profane, il revient ensuite, pour pouvoir subsister, à l'art religieux, à un âge où d'autres, plus favorisés du sort, ne songent qu'à acquérir de l'instruction.
Tout en lui laissant le loisir de se livrer à ses juvéniles inspirations, la place de maître de chapelle de Saint-Sauveur, que David avait obtenue en 1829, ne lui permet pas de combler les lacunes de son savoir musical. À Paris seulement, le futur compositeur pouvait rencontrer des maîtres capables de lui enseigner tout ce qu'il avait encore besoin de connaître, mais, pour s'y rendre, et surtout pour y rester, il lui fallait de l'argent. Après avoir opposé de nombreux refus aux prières du jeune artiste, un oncle riche mais avare consent enfin à lui accorder un secours de cinquante francs par mois. Force est à David de se contenter de ce maigre subside.
Parti pour la capitale, le premier soin de David en y arrivant est de soumettre ses essais de composition à Cherubini qui dirige alors le Conservatoire. Le maître florentin dit tout d'abord brutalement au timide provincial : « Vous ne savez rien ». Cependant, l'austère musicien se radoucit après avoir jeté les yeux sur le Beatus vir, écrit pour la maîtrise de Saint-Sauveur, et, faisant droit aux sollicitations de l'auteur du motet, il l'admet en 1830 dans la classe d'harmonie qu'Édouard Millault professe alors au Conservatoire. Félicien David a vingt ans.
Une fois élève du Conservatoire, David ne perd pas de temps. En même temps qu'il suit au Conservatoire le cours de Millault, qui enseigne selon la méthode de Catel, il assiste aux leçons d'harmonie, d'après le système de Reicha, que Robert Henri donne alors à quelques étudiants dans une chambre de l'hôtel Corneille.
Sur ces entrefaites, l'oncle de Provence a un retour d'avarice et supprime brusquement la petite pension qu'il faisait à son neveu. Ce coup subit, qui surprend Félicien David au milieu d'une situation déjà très gênée, n'abat pas son ardeur. Il se met à donner des leçons de solfège, de piano et d'harmonie à des prix infimes, tandis qu'il étudie la composition et le contrepoint dans la classe de Fétis, et l'orgue dans celle de Benoist durant un an. Il apprend aussi tardivement le piano :

« Le piano est un instrument diabolique qui m'a fait enrager bien des fois mais les difficultés commencent à s'aplanir et dans un an, je pourrai me dire un bon pianiste, non pas de province, mais de Paris : car il y a une grande différence. »

— Félicien David, 1831.
Côté esthétique, ses inspirations sont romantiques :

« J'aime à être romantique à la manière de Beethoven et de Weber, c'est-à-dire neuf, original, profond comme eux.
[...] Voilà un romantisme qui n'est pas à la manière de Rossini ou d'Auber, Dieu m'en préserve. »

— Félicien David

### Saint-simoniste

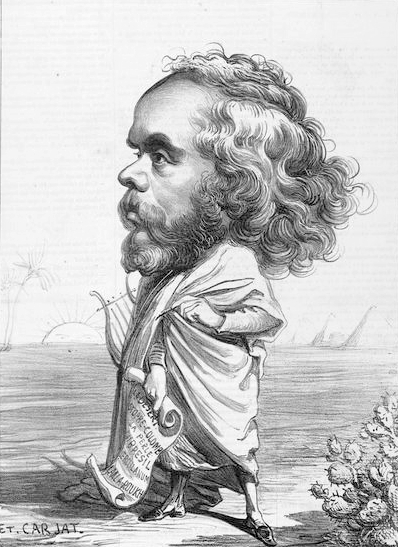
Caricature de Félicien David par Étienne Carjat.

À sa sortie du Conservatoire, au mois de décembre 1831, sans avoir obtenu de prix, David poussé par le peintre Paul Justus se convertit aux doctrines de l'école saint-simonienne et devient bientôt un des fidèles de la rue Monsigny et plus tard de l'abbaye de Ménilmontant. C'est une chance heureuse pour le musicien, à l'heure où l'isolement et la pauvreté amènent le découragement, de rencontrer un groupe d'esprits généreux, enthousiastes et fraternels. Là aussi, il trouve mille motifs d'inspiration. Tantôt, c'est la cérémonie du renvoi des domestiques, tantôt, celle de la prise d'habit ; un autre jour, il faut célébrer les obsèques du jeune Edmond Talabot, enlevé par le choléra, ou bien il s'agit de fêter par des chants joyeux le retour du Père au milieu de sa Famille. David met en musique la leçon d’astronomie faite par Lambert-Bey à trois auditeurs dont l'un est chargé de figurer le soleil, un autre la terre et le troisième la lune, sous le nom de Danse des astres. Les chants, au nombre de trente, composés pour les besoins du culte saint-simonien, seront, dans la suite, adaptés à d'autres paroles et réunis sous le titre de la Ruche harmonieuse.

« Les activités musicales de David au cours des premiers mois passés chez les saint-simoniens reflètent l'opposition entre la musique de salon et la musique de grande envergure (tel le style allemand). Sa musique intime semble avoir constamment reçu la priorité. On sait qu'il chante, qu'il improvise et qu'il joue des morceaux de piano et des romances de sa composition en produisant une sensation irrésistible. »

— Ralph P. Locke, Les saint-simoniens et la musique.

### Voyage en Orient
En décembre 1832, lorsque le saint-simonisme perd sa retraite de Ménilmontant devant la police correctionnelle, fermée par autorité de justice, et que la vie apostolique et la prédication voyageuse succède à la vie cénobitique, Félicien David se joint à un groupe de frères qui se rendent au Proche-Orient. Chemin faisant, il donne des concerts toujours suivis par une foule avide de nouveauté. À Lyon, un facteur d'instruments de musique, qui s'intéresse à la doctrine saint-simonienne, offre au jeune musicien un piano fabriqué de façon à résister aux accidents de la route. Ce piano devient dès lors le compagnon de David dans toutes ses pérégrinations. Plus d'une fois, l'artiste lui devra de précieuses consolations. Après leur passage par Avignon, où une populace fanatique faillit faire un mauvais parti à la petite caravane, ils arrivent enfin à Marseille où ils sont accueillis avec sympathie.
La défiance de Mahmoud, alors en guerre avec l'Égypte, n'ayant pas permis aux voyageurs de séjourner à Constantinople, ils passent à Smyrne, visitent Jérusalem et se rendent ensuite à Alexandrie et au Caire. Dans cette dernière ville, le piano de David manque de se détraquer sous l'influence de la chaleur. Enfin, la peste le force à quitter ce pays où il a beaucoup souffert, mais où son talent s'est agrandi et fortifié dans la contemplation des spectacles de la nature. Il en ramènera un goût marqué pour les tournures exotiques.

### Paris

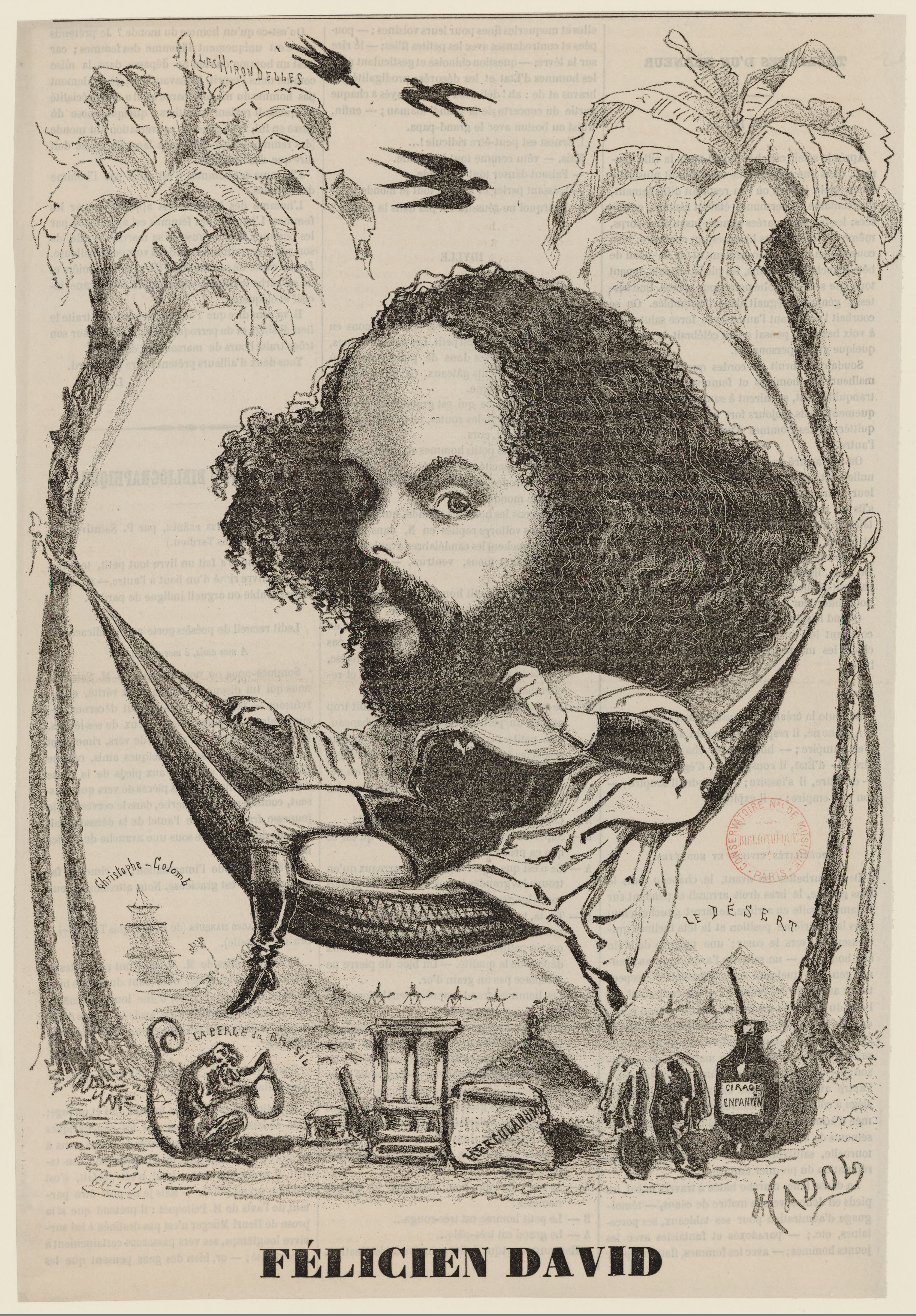
Caricature de Félicien David par Paul Hadol (v. 1860).

En 1833, David, de retour après une absence d'environ trois ans, publie à Paris ses Mélodies orientales. Dans sa préface, il explique le titre et son intention : 

« Les Mélodies orientales sont dues à la vie nomade du jeune auteur de ce recueil. Le titre de Mélodies n'a pas été adopté sans discernement. Les peuples à demi barbares qui pullulent dans le Levant n'ont guère d'autre musique que quelques cris nationaux chantés à l'unisson ; ils ignorent ce que c'est que l’Harmonie. Les morceaux publiés n'étant souvent  autre chose que des souvenirs, des thèmes populaires transportés sur le clavier, le titre de Mélodies était un hommage rendu à leurs auteurs primitifs et inconnus, et un moyen de cacher modestement au public le travail d’Harmonie qu'il a fallu faire pour rendre cette musique sauvage agréable à nos oreilles européennes. »

On n'y prête presque pas attention, en pleine époque de discussions ardentes à la tribune et dans la presse, alors que l'attentat de Fieschi et les lois de septembre préoccupent tout le monde. Le compositeur ne se rebute pas. Retiré à Villepereux près de Bièvre, chez son ami Félix Tourneux, il travaille sans relâche durant plusieurs années. Entre autres pièces instrumentales, il écrit sa première symphonie en fa et une autre en mi. De ce temps, datent aussi plusieurs romances qui auront plus tard quelque succès : le Pirate, l'Égyptienne, le Bédouin, le Jour des Morts, l'Ange rebelle, et enfin les Hirondelles, rêverie qui suffit à rendre populaire le nom de Félicien David.
Félicien David avait réussi, dans les années 1838 et 1839, à faire exécuter quelques-uns de ses ouvrages à Paris, notamment sa symphonie en fa par les Concerts Valentino et son Nonetto pour cuivres. En 1842, pour son ami violoniste Jules Armingaud, il compose une série de vingt-quatre petits quintettes avec contrebasse, intitulés Les Quatre Saisons. Cependant, il n'est pas encore admis dans le cénacle des compositeurs ; il ne faudra rien moins que son ode-symphonie Le Désert, exécutée au Conservatoire dans la salle du Théâtre-Italien le 8 décembre 1844, pour l'y classer définitivement. L'auteur l'avait écrite sous l'impression vivante encore de la nature qu'il avait observée en Égypte. 

« L'émotion des auditeurs fut si vive, si puissante, si parfaitement irrésistible, qu'une heure et plus après la fin du concert, le grand vestibule du Conservatoire était encore rempli de personnes demeurées là pour parler, pour s'extasier, pour  se communiquer leurs impressions, pour se chanter les principaux motifs du Désert, pour entendre ceux que chantait le voisin, et tous disaient d'une voix unanime (sans doute après avoir fini de chanter) : « Un grand compositeur nous est né. » »

— Alexis Azevedo
Berlioz s'enthousiasme de la partition et en rend compte dans le Journal des Débats. Il y voit le reflet de ses recherches esthétiques. 

« J'écrivais un jour à Spontini : « Si la musique n'était pas abandonnée à la charité publique, on aurait quelque part en Europe un théâtre, un Panthéon lyrique, exclusivement consacré à la représentation des chefs-d'œuvre monumentaux, où ils seraient exécutés à longs intervalles, avec un soin et une pompe dignes d'eux, et écoutés aux fêtes solennelles de l'art, par des auditeurs sensibles et intelligents. J'ajouterai aujourd'hui : Si nous étions un peuple artiste, si nous adorions le beau, si nous savions honorer l'intelligence et le génie, si ce Panthéon existait à Paris, nous l'eussions vu, dimanche dernier, illuminé jusqu'au faîte, car un grand compositeur venait d'apparaître, car un chef-d'œuvre venait d'être dévoilé. Le compositeur se nomme Félicien David ; le chef-d'œuvre a pour titre le Désert, ode symphonie ! »

Berlioz dirige l'œuvre en février 1845 au Cirque des Champs-Élysées. La Société des concerts du Conservatoire redonne la partition en 1847. 

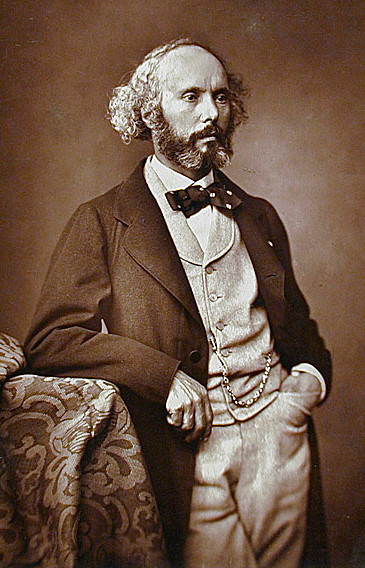
Photographie de David par Bertall.

Désormais, les rapports entre David et le public sont au mieux. Au lendemain de la première, la Gazette musicale de Paris dit : « Place, Messieurs, place, vous dis-je. Ouvrez vos rangs, écartez-vous. Place, encore une fois, et place large et belle, car voici qu’un grand compositeur nous est né, etc. » Le Désert est souvent exécuté dès lors, et toujours avec succès, à Bruxelles, Londres, Potsdam (26 mai 1845, représentation « selon l'ordre du Roi »), Berlin (2 juin 1845, dans le Königliches Opernhaus), Leipzig (18 juin 1845 dans le Gewandhaus, puis 25 juin au théâtre), Dresde (11 et 16 juillet 1845, dans le Königliches Hoftheater), Francfort, Vienne (7 décembre 1845 dans le Theater an der Wien), Cologne et Munich entre 1845 et 1846. La musique est même jouée à New York. En 1846, il est même représenté en costumes dans la salle de spectacle d'Aix-la-Chapelle, dans une représentation où paraissent quarante figurants et deux chameaux en carton.
Les affaires du compositeur sont cependant assez embarrassées, car il doit 2 000 francs aux artistes ayant exécuté son œuvre, et son concert ne lui a rapporté que 800 francs. Désireux de se libérer au plus tôt vis-à-vis de son orchestre, il se résout à aliéner à un éditeur de musique l'entière propriété de son ouvrage pour la modeste somme de 1 200 francs. Cela fait, David commence une tournée musicale en France. Après avoir fait entendre sa symphonie à Lyon et à Marseille, il se rend en Allemagne, où on se montre sévère à son égard.
Revenu à Paris en 1846, David fait exécuter à l'Opéra, le 21 mars de cette année, Moïse au Sinaï, oratorio, dont les paroles sont de Collin, comme celles du Désert. Ouvrage d'un style plus sévère que son aîné, Moïse au Sinaï n'obtient pas le même succès ; mais Christophe Colomb, ode-symphonie exécutée le 7 mars 1847 au Conservatoire, rappelle presque l'éclatante fortune du Désert.
À la suite d'un concert donné aux Tuileries et dont cette partition remplit tout le programme, le roi Louis-Philippe décore le compositeur de sa propre main. Mais l’année 1848 n’était pas une année favorable à la production musicale. L'Éden, mystère en deux parties, exécuté au théâtre de la Nation (Opéra), le 25 août 1848, est écouté avec froideur par un auditoire plus préoccupé de politique que de beaux-arts.
Après un repos de quelques années, le symphoniste, à qui on dénie les qualités de compositeur dramatique, veut montrer qu'il les possède en donnant à la direction du théâtre Lyrique La Perle du Brésil, opéra-comique en trois actes, sur un livret de Gabriel et Sylvain Saint-Étienne ; il est représenté le 22 novembre 1851.
L’œuvre lyrique la plus importante de David est Herculanum, opéra en quatre actes, dont Méry et Hadot ont écrit le livret et qui est représenté à l'Académie impériale de musique le 4 mars 1859. Un succès plus grand que celui d'Herculanum, et qui consacre définitivement la gloire de Félicien David comme compositeur dramatique, est Lalla-Roukh, opéra en deux actes du poème qu'Hippolyte Lucas et Michel Carré ont emprunté à Thomas Moore ; il est donné à l’Opéra-Comique le 12 mai 1862.
Écho de ce succès, au Carnaval de Paris de l'année suivante, un des six bœufs gras vedettes du cortège de la très populaire Promenade du Bœuf Gras est baptisé Lalla-Roukh.

### Dernières années
La seconde moitié de la vie de Félicien David est plus heureuse que la première. Officier de la Légion d’honneur depuis 1862, pensionné de la liste civile, il voit les corps officiels et le souverain lui-même rendre justice à son mérite, et l'Académie lui décerne le prix de 20 000 francs. En 1869, il preendt la suite d'Hector Berlioz à l'Institut.
Félicien David meurt le 29 août 1876 chez la veuve de son ami Tyrtée, à Saint-Germain-en-Laye. Ses obsèques civiles sont à l'origine indirecte d'une crise politique qui va atteindre son paroxysme le 2 décembre avec la démission du cabinet Dufaure. Chargé de rendre les honneurs militaires au défunt, qui y a droit en tant qu'officier de la Légion d'honneur, le capitaine chargé du peloton s'y refuse en l'absence de service religieux. L'incident ayant fait scandale dans les milieux anticléricaux, il est couvert par son ministre le général Berthaud. Le 21 novembre, Charles Floquet provoque un incident à la chambre des députés en y évoquant un officier qui « déserte la place ». Pour désamorcer la polémique, le ministre de l'Intérieur Marcère élabore un projet de loi supprimant les honneurs militaires pour les officiers de la légion d'honneur décorés à titre civil, mais doit le retirer en l'absence de majorité susceptible de l'approuver. Le 2 décembre, la chambre vote un ordre du jour où elle demande au gouvernement de « faire respecter les deux principes de la liberté de conscience et de l'égalité des citoyens sans aucune distinction » ; Jules Dufaure présente alors sa démission.
Félicien David est inhumé au cimetière communal du Pecq, où un imposant monument à sa mémoire a été érigé.

## Œuvres principales
- Le Désert, ode-symphonie sur un texte d’Auguste Colin, dédiée au duc de Montpensier.
- Christophe Colomb, ode-symphonie dédiée à la duchesse de Montpensier.
- Moïse au Sinaï, oratorio dédié à Emmanuel de Fonscolombe.
- Eden, oratorio dédié à Emmanuel de Fonscolombe.
- La Perle du Brésil[16], opéra comique en 3 actes (22 novembre 1851, Paris).
- Herculanum, opéra en 4 actes (4 mars 1859, Paris).
- Lalla-Roukh, opéra comique en 2 actes (12 mai 1862, Paris).
- La Captive, opéra comique en 3 actes (1883, Paris).
- Félicien David a mis en musique le poème Le sommeil de l'enfant., écrit par Gabriel Monavon (1820-1906), qui fut jadis une célébrité littéraire régionale du Dauphiné.

## Postérité et hommages
- Le poète et philosophe Albert Tores écrit pour la ville natale de David, un poème en son honneur, déposé en mairie de Cadenet et au conseil général.
- À Cadenet, une rue où son habitation est encore présente porte son nom.
- Rue à Aix-en-Provence et statue au parc Rambot de cette ville (David a été un élève de musique à la cathédrale d'Aix, d'Albert Tores dit Taurus écrivain du poème).
- Une rue d'Avignon porte également son nom[17].
- Une rue de Paris porte son nom.
- De même à Saint-Germain-en-Laye[18].
- Une rue Félicien David existe aussi au Vésinet.

## Discographie sélective
- Trios avec Piano nos 2 et 3 - Perenyi, Parkanyi, Prunyi (1991, Naxos)
- Les Quatre Saisons - Ensemble baroque de Limoges : Andrés Gabetta, Maï Ngo (violons), Pierre Franck (alto), Christophe Coin (violoncelle), David Sinclair, Yann Dubost (contrebasses) (2010, 2CD Laborie)
- Le Désert, ode-symphonie en 3 parties sur un texte d’Auguste Colin, par les solistes et le chœur de la cathédrale Sainte-Edwige de Berlin avec l'orchestre symphonique de la radio de Berlin dirigés par Guido Maria Guida (it) (1989, Capriccio).
- Le Désert, ode-symphonie en 3 parties sur un texte d’Auguste Colin - Cyrille Dubois (ténor), Zachary Wilder (ténor), Jean-Marie Winling (récitant), Ensemble Accentus, Orchestre de chambre de Paris, Dir. Laurence Equilbey (mai 2014, Naive V5405)
- La Perle du Brésil, opéra-comique en 3 actes de 1851 : Air du Mysoli, de Zora "Charmant oiseau" - Mado Robin, Orchestre non précisé dirigé par Henri Tomasi (le 15/12/1949), 1 CD Marianne Mélodie "Les Voix d'Or" (compléments : airs lyriques variés).
- La Perle du Brésil, opéra-comique en 3 actes de 1851 : Air du Mysoli, de Zora "Charmant oiseau" - Sumi Jo, English Chamber Orchestra dirigé par Richard Bonynge, 1 CD 1993 Decca (compléments : Offenbach, Massenet, Grétry, Balfe, Messager, Thomas, Adam, Hérold, Delibes, Boïeldieu, Massé).
- Lalla Roukh, opéra-comique en 2 actes, de 1862 - Fiset, Gonzalez Toro, Paulin... Solistes, chœur et orchestre Opéra Lafayette, dirigés par Ryan Brown (2013, 2CD Naxos).
- Herculanum, opéra en 4 actes, 1859.  Véronique Gens, Karine Deshayes, Edgaras Montvidas (lt), Nicolas Courjal. Flemish Radio Choir, Brussels Philharmonic. Hervé Niquet. 2 CD.  Palazzetto Bru Zane, 2014.

L'ensemble baroque Les Festes d'Orphée a (recrée et enregistré quatre motets dans son disque « Les Maîtres Baroques de Provence » vol. IV (2012, Parnassie éditions) :
- Trois pour chœur (œuvres de jeunesse, pour la cathédrale d'Aix) : Pie Jesu Domine / Miseremini mei / Alma Redemptoris Mater,
- Un pour soliste : O Salutaris Hostia.

#### Bases de données et dictionnaires
- Ressources relatives à la musique :   - International Music Score Library Project
  - Bayerisches Musiker-Lexikon Online
  - Carnegie Hall
  - Discography of American Historical Recordings
  - Discogs
  - Grove Music Online
  - MGG Online
  - MusicBrainz
  - Muziekweb
  - Operone
  - Répertoire international des sources musicales
- Ressources relatives aux beaux-arts :   - Académie des beaux-arts
  - AGORHA
- Ressource relative à la recherche :   - La France savante
- Ressource relative à plusieurs domaines :   - Radio France
- Ressource relative à la vie publique :   - base Léonore
- Ressource relative à l'audiovisuel :   - IMDb
- Notices dans des dictionnaires ou encyclopédies généralistes :   - Britannica
  - Brockhaus
  - Den Store Danske Encyklopædi
  - Deutsche Biographie
  - Gran Enciclopèdia Catalana
  - Hrvatska Enciklopedija
  - Internetowa encyklopedia PWN
  - Nationalencyklopedin
  - Proleksis enciklopedija
  - Store norske leksikon
  - Treccani
  - Universalis
  - Visuotinė lietuvių enciklopedija
- Notices d'autorité :   - VIAF
  - ISNI
  - BnF (données)
  - IdRef
  - LCCN
  - GND
  - Italie
  - CiNii
  - Espagne
  - Belgique
  - Pays-Bas
  - Pologne
  - Israël
  - NUKAT
  - Catalogne
  - Suède
  - Tchéquie
  - Portugal
  - WorldCat